# Yaté (Burkina Faso)
Pour les articles homonymes, voir Yaté.
Yaté est une commune située dans le département de Djibo, dans la province du Soum, région du Sahel, au Burkina Faso.